# خفاش‌های گوش‌بزرگ
خفاش‌های گوش‌بزرگ (نام علمی: Macrotus) نام یک سرده از تیره خفاش برگ‌بینی است.